# Алън Алфорд
Алън Алфорд (на английски: Alan Alford) е английски писател на бестселъри в жанра историческа митология и космология, независим изследовател и лектор-експерт по античната митология, произходът на религиите по света и египтология.

## Биография и творчество
Алън Алфорд е роден през 1961 г. в Англия. Завършва гимназия в Саутхамптън. През 1982 г. получава бакалавърска степен по търговия от Университета на Бирмингам. През 1985 г. става квалифициран експерт-счетоводител от Института по търговия на Англия и Уелс. Работи като експерт-счетоводител в няколко средни компании от областта на индустрията в сферата на строителството, авиацията и водоснабдяването. През 1993 г. получава с отличие магистърска степен по счетоводство.
В средата на 80-те години е заинтригуван от теорията за „древните астронавти“ на Ерих фон Деникен, която е допълнена от Зекария Сичин. Започва да отделя значителна част от свободното си време, за да изследва древното минало, да посещава древните градове по света и да търси отговори на вечните въпроси: кой сме ние и откъде идваме. В продължение на общо 17 години изучава литература за многобройни противоположни теории, които се опитват да обяснят тайните на тайнственото минало на човечеството.
Първата му книга „Боговете на новото хилядолетие“ е публикувана през 1996 г. В нея той дава аргументи в подкрепа на хипотезата за „древните астронавти“, но същевременно оспорва други теории, като тези на Зекария Сичин. Книгата става бестселър и го прави известен. Същата година той работата си и се посвещава на писателската си кариера.
Във втората си книга „The Phoenix Solution“ (Решението на Феникса) от 1998 г. се насочва към мистериите на древния Египет и развива хипотезата, че египетските митове са основани на историческа катастрофа, и същевременно отхвърля част от „доказателствата“ за древните астронавти, които посочва в първата си книга.
В книгата си от 2000 г. „Когато боговете слязоха“ продължава темата за че боговете на древния Египет и Месопотамия, които олицетворяват катаклизма на сътворението, и че същата идея стои в основата на религиите на юдаизма и християнството. За него разпъването на Христос символизира катаклизма и възраждането на Вселената. Книгата се счита за една от най-смелите писани по темата за религията.
В периода 2001 – 2003 г. посещава повече от двадесет и четири страни, включително Гърция, Египет, Ливан, Израел, Йордания, Мексико, Перу, Боливия, Китай и Непал.
В книгата си „Атлантида:краят на един мит“ представя хипотезата, че Голямата пирамида в Гиза е символ на сътворението, в която строителите са запазили свещени реликви и научни знания в полза на бъдещо поколение. Според него пирамидата все още съдържа непокътната гробница и редица тайни помещения за съхранение.
Женен е, но няма деца. Алън Алфорд умира на 14 ноември 2011 г. в Уолсол, Англия.

## Произведения
- Gods of the New Millennium (1996)
Боговете на новото хилядолетие: Научно доказателство за богове от плът и кръв, изд. „Гуторанов и син“ (1999), прев. Светла Хайтова-Ифандиева
- The Phoenix Solution (1998)
- When the Gods Came Down (2000)
Когато боговете слязоха, изд. „Гуторанов и син“ (2001), прев. Светла Хайтова-Ифандиева
- The Atlantis Secret (2001)
- Pyramid of Secrets (2003)
Атлантида:краят на един мит: Пълно декодиране на изчезналия континент на Платон, изд. „Гуторанов и син“ (2003), прев. Светла Хайтова-Ифандиева
- The Midnight Sun (2004)